# Bistum Ratchaburi
Das Bistum Ratchaburi (lat.: Dioecesis Ratchaburensis, Thai: สังฆมณฑลราชบุรี) ist ein römisch-katholisches Bistum in Thailand.
Das Bistum umfasst eine Fläche von 31.362 km², welche die Provinzen Ratchaburi, Phetchaburi, Kanchanaburi und Samut Songkhram umfasst. Mit Stand 2001 waren von den 2,2 Millionen Einwohnern 15.246 katholisch. Das Bistum ist in 17 Gemeinden unterteilt und hat insgesamt 71 Priester. Das Bistum ist dem Erzbistum Bangkok als Suffraganbistum unterstellt.

## Geschichte
Die Ursprünge der Diözese liegen in der Mission sui juris von Rajaburi, die 1930 gegründet wurde. Drei Jahre zuvor waren Salesianer Don Boscos in die Region gekommen, die die von der Pariser Mission begonnene Missionsarbeit fortsetzten. 1934 wurde die Mission zur Apostolischen Präfektur erhoben, 1941 zu einem Apostolischen Vikariat. 1965 wurde daraus das Bistum Bangnokhuek, welches 1966 zum Bistum Ratburi umbenannt wurde. 1969 wurde der südliche Teil des Bistums als Bistum Surat Thani abgespalten.

## Kathedrale

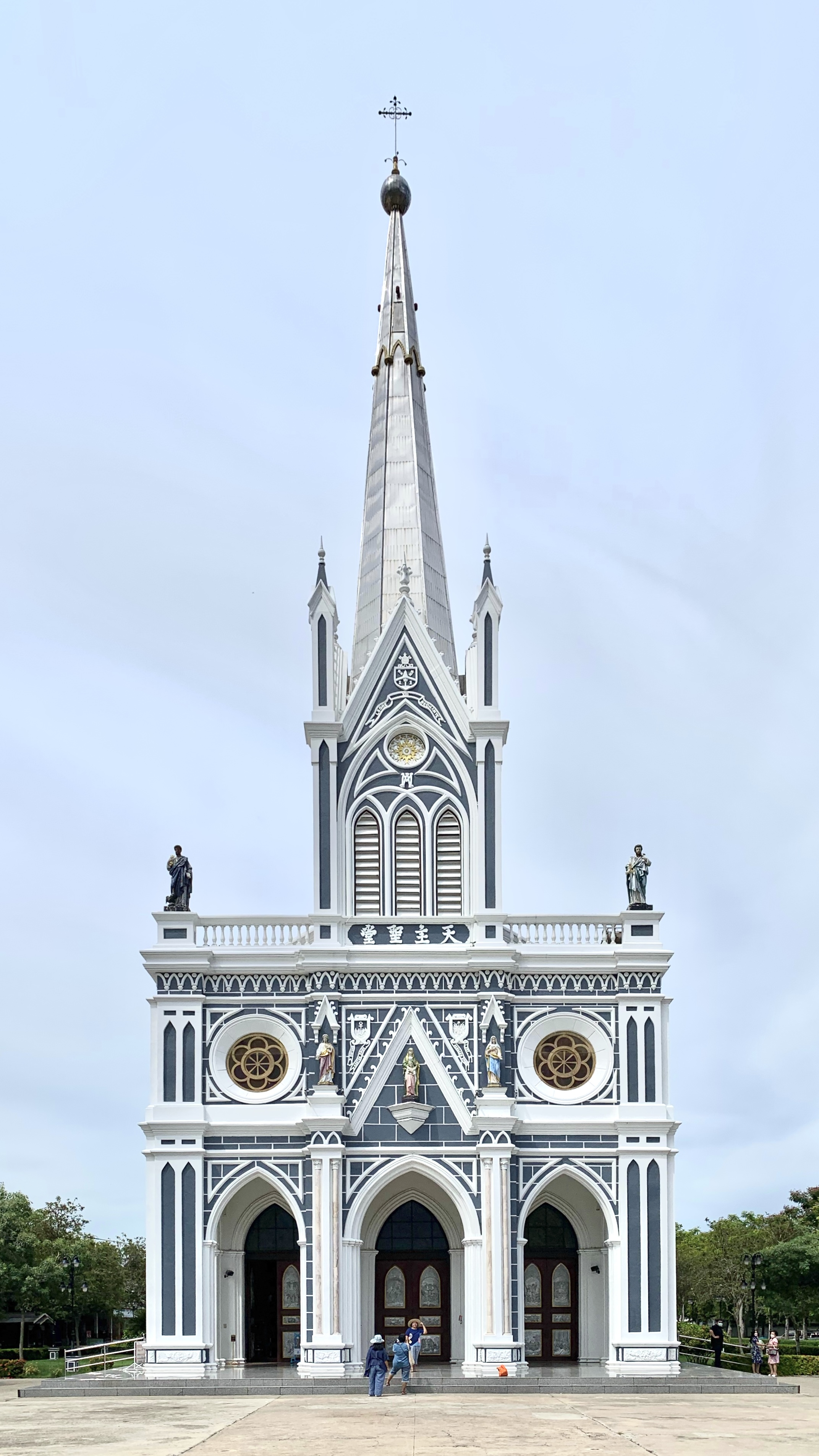
Kathedrale Mariä Geburt

Das Zentrum des Bistums befindet sich in Bang Nok Khwaek im Amphoe Bang Khonthi in der Provinz Samut Songkhram. Dort befindet sich auch die Kathedrale Mariä Geburt, die 1890 im französisch-gotischen Stil erbaut wurde.
Weitere bedeutende Kirchen in dieser Diözese sind Wat Phra Christ Haruethai in Amphoe Wat Phleng (Provinz Ratchaburi) und Beata Mundi Regina in Kanchanaburi, hinter dem Kriegsgefangenenfriedhof (Kanchanaburi War Cemetery).

## Bischöfe
- Gaétan Pasotti SDB, 28. Mai 1934–3. September 1950
- Pietro Luigi Carretto SDB, 12. April 1951–26. Juni 1969
- Robert Ratna Bamrungtrakul, 26. Juni 1969–28. April 1975
- Joseph Ek Thabping, 2. Oktober 1975–12. Februar 1985
- John Bosco Manat Chuabsamai, 25. November 1985–24. Juli 2003
- John Bosco Panya Kritcharoen, 18. März 2005–13. Juni 2023
- Silvio Siripong Charatsri, seit 13. Juni 2023